# Osława

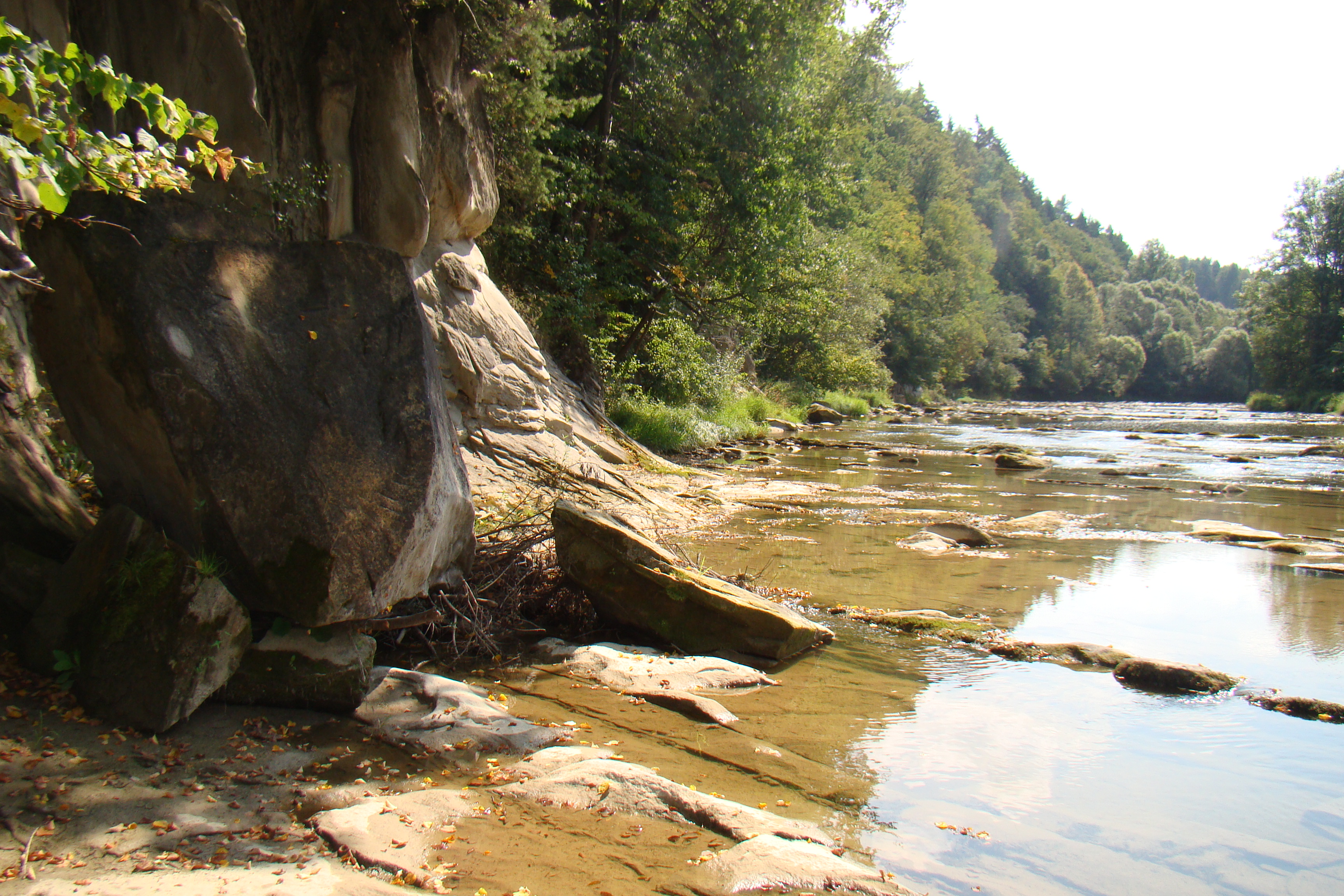
Osława ở Zagórz

Osława (tiếng Séc: Oslava, tiếng Đức: Oslawa, Tiếng Ukraina: Pháp là một con sông ở Đông Nam Ba Lan. Tên của nó xuất phát từ tiếng địa phương cổ Slavic osła, có nghĩa là "đá". Nó bắt đầu ở vùng núi Bieszczady và chảy qua phía tây vùng đất Sanok. Cuối cùng, dòng sông chảy vào San tại Bykowce, phía bắc của Wapórz.

## Các nhánh chính
Các nhánh chính của Osława, từ nguồn đến miệng: Osławica, Płonka và Kalniczka.

## Làng
Những ngôi làng chính dọc theo Osława là, từ nguồn tới miệng: Balnica, Czaszyn, Duszatyn, Jawornik, Kulaszne, Maniów, Mików, Mokre, Morochów, Prełuki, Rzepedź, Smolnik, Szczawne, Tarnawa Dolna, Turzańsk, Wola Michowa, Wysoczany, Zagórz và Zasław.
Thung lũng Osława là một tuyến đường thương mại quan trọng và là trục định cư của con người sớm nhất là vào thế kỷ thứ 9 hoặc thứ 10. Khu vực này sau đó đã trở thành một phần của nhà nước Great Moravian. Khi cuộc xâm lược của các bộ lạc Hungary vào trung tâm của Đế chế Moravian vĩ đại vào khoảng năm 899, những người Lendian của khu vực đã tuyên bố trung thành với Đế quốc Hungary. Khu vực này sau đó trở thành địa điểm tranh chấp giữa Ba Lan, Kievan Rus và Hungary bắt đầu từ ít nhất là vào thế kỷ thứ 9. Khu vực này đã được đề cập lần đầu tiên vào năm 981 (bởi Nestor), khi Volodymyr Đại đế Kievan Rus đưa khu vực trên đường vào Ba Lan. Năm 1018, nó quay trở lại Ba Lan, 1031 trở lại với Rus, vào năm 1340 Kazimierz III của Ba Lan đã phục hồi nó.
Trong các ghi chép lịch sử, dòng sông được đề cập lần đầu tiên vào năm 1400. Trong thời gian 966 - 1018, 1340 - 1772 (Tiếng Hin-ddi Voivodeship) và trong thời gian 1918 - 1939, khu vực này là một phần của Ba Lan. Trong khi vào khoảng thời gian 1772 - 1918, nó thuộc về đế chế Áo.
Trước Thế chiến II, dòng Osława, được chỉ định là biên giới hoang dã giữa Ba Lan và Lemkos.

## Văn chương
- Giáo sư Adam Fastnacht. Slownik Historyczno-Geograficzny Ziemi Sanockiej w redniowieczu (Từ điển lịch sử-địa lý của quận Sanok trong thời trung cổ), Kraków, 2002, ISBN 83-88385-14-3